# تركيب الجسم
في اللياقة البدنية، يستخدم مصطلح تركيب الجسم أو تكوين الجسم لوصف نسب الدهون والعظام والعضلات في جسم الإنسان. ولأن النسيج العضلي يأخذ حيزًا من الجسم أقل من النسيج الدهني، فإن تركيب الجسم إضافة إلى الوزن هما الفيصل في النحافة. فقد يبدو أن شخصين متساويين في الطول ووزن الجسم مختلفان تمامًا عن بعضهما البعض، وذلك لأنهما يختلفان في تركيب الجسم.

## قياس تركيب الجسم
يمكن قياس تركيب الجسم (خصوصًا نسبة الدهون في الجسم) بطرق متعددة. وتعتبر الطريقة الأكثر شيوعًا هي استخدام الفرجار المدفعي لقياس سماكة الدهن تحت الجلد في أماكن متعددة من الجسم. ويشمل هذا منطقة البطن ومنطقة تحت الكتف والذراعين والردفين والفخذين. بعد ذلك، تستخدم هذه القياسات لتقدير إجمالي الدهون في الجسم بهامش خطأ 4 نقاط في المائة تقريبًا.
أما تحليل المعاوقة الكهربائية البيولوجية (BIA)، فهي طريقة أخرى تستخدم مقاومة تدفق الإلكترونات في الجسم لتقدير نسبة الدهون فيه. ويتم تقدير نسبة البروتين الجسدي (الهيكلي) إجمالاً بقياسات وحسابات بسيطة منها حساب محيط دائرة أوسط الذراع (MAC) وحساب محيط دائرة عضلات أوسط الذراع (MAMC) وحساب نسبة ارتفاع الكيرياتين (CHI). ويتم حساب نسبة ارتفاع الكرياتين كالتالي: الكرياتين البولي في 24 ساعة × 100/ الكرياتين البولي المتوقع ارتفاعه في 24 ساعة. وقد ينتج عن هذا الحساب نسبة مئوية تشير إلى نفاد البروتين.

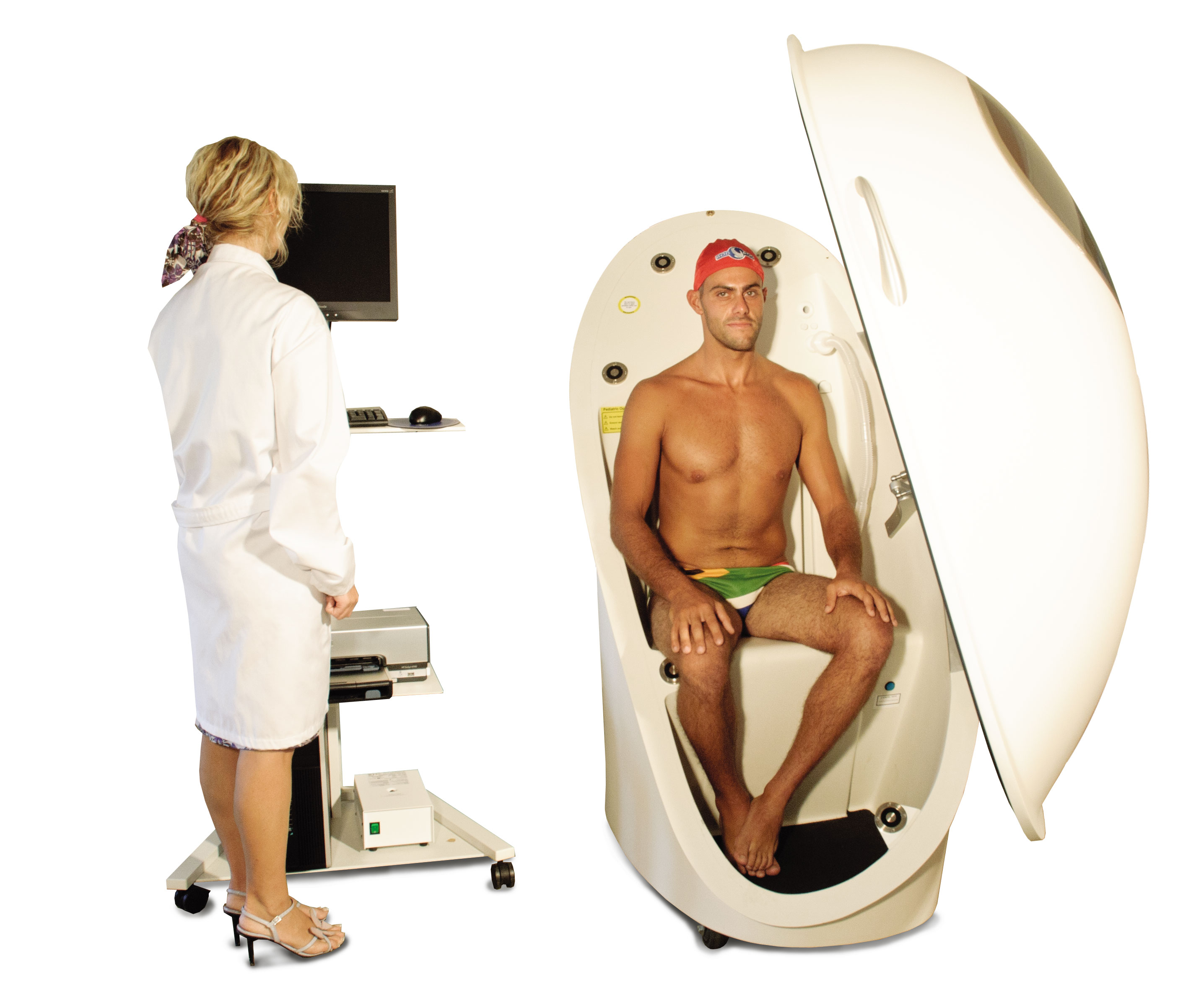
قياس تركيب الجسم باستخدام تقنية تخطيط التحجم بإزاحة الهواء (ADP)

لقد تم تطوير تقنية لقياس تركيب الجسم باستخدام نفس المبادئ كالوزن تحت الماء. وتستخدم هذه التقنية الهواء بدلاً من الماء وتعرف باسم تخطيط التحجم بإزاحة الهواء. في هذه التقنية، يوضع الشخص داخل غرفة مغلقة لقياس حجم الجسم عن طريق تفريغ الهواء من هذه الغرفة. ثم يتم جمع حجم الجسم مع وزن الجسم (الكتلة) لتحديد كثافة الجسم. بعد ذلك، تقوم هذه التقنية بتقدير نسبة الدهون في الجسم وكتلة الجسم الغث (LBM) من خلال معادلات معروفة (لكثافة الدهون والكتلة الخالية من الدهون).
يستخدم قياس تركيب الجسم عن طريق مقياس امتصاص الأشعة السينية ثنائي البواعث (DEXA) بشكل متزايد في العديد من التطبيقات السريرية والبحثية. وتستخدم فحوصات الجسم الكلي أو الجسم الكلي التقديري باستخدام مقياس امتصاص الأشعة السينية ثنائي البواعث في تقديم قياسات صحيحة ودقيقة للحثل العضلي لبيكر (BMD) وتركيب الجسم، وهذا يشمل المحتوى المعدني للعظام (BMC) والكثافة المعدنية للعظام (BMD) وكتلة الأنسجة قليلة الدهن والإسهام التجزيئي للدهون.
وهذه القياسات لديها قابلية عالية لإعادة الإنتاج، وهذا ما يجعلها ممتازة لمراقبة برامج العلاج الدوائي و/أو التدخل الغذائي أو التدريبي و/أو التدريبات الرياضية و/أو أي برامج لتغيير تركيب الجسم. كما أنها تتميز بالسرعة والبساطة ولا تتطلب تدخلاً جراحيًا وفيها يتم تعريض الشخص لمستوى من أشعة إكس أقل منه في فحوصات الطيران عبر البلاد. وتقدم فحوصات مقياس امتصاص الأشعة السينية ثنائي البواعث نتائج عن كل من الجسم بالكامل وما يصل إلى 14 منطقة فيه (البدن والذراعين والساقين والمظهر الذكوري والأنثوي، إلخ).
فضلاً عن ذلك، يتم حساب تركيب الجسم باستخدام إحدى طرق التصوير المقطعي مثل التصوير بالرنين المغناطيسي (MRI) والتصوير الطبقي المحوسب (CT). ونظرًا لأن التصوير بالرنين المغناطيسي والتصوير الطبقي المحوسب يعطيان أدق قياسات لتركيب الجسم حتى الآن، فإن العديد من شركات الدواء مهتمة بمثل هذه الطريقة الجديدة لقياس تركيب الجسم قبل وبعد المعالجة الدوائية خاصة بعد الأدوية التي قد تغير تركيب الجسم.
ويتم أيضًا استخدام الأشعة التلفزيونية فوق الصوتية في قياس سماكة الدهون تحت الجلد وذلك من خلال استخدام نقاط متعددة يمكن بها قياس تركيب الجسم. وتتميزالأشعة التلفزيونية فوق الصوتية بأنها قادرة أيضًا على قياس سماكة العضلات مباشرة وتحديد كمية الدهون داخل العضلات.
وأيضًا يمكن قياس تركيب الجسم باستخدام اختبار ثنية الجلد، وهذا يكون باستخدام أداة تسمى الفرجار. ويمكن عمل ذلك في تسع خطوات:
1. خذ القياسات من الجانب الأيسر للجسد.
2. ضع علامة مميزة على العميل.
3. اقبض على الجلد (النمط الخيفي (KM)) فوق العلامة
4. اسحب الدهون بعيدًا عن العضلات
5. ضع الفرجار في المنتصف بين أعلى وأسفل العلامة
6. دع الفرجار يستقر(1-2 ثانية)
7. سجل القراءة - وكرر لمدة 15 ثانية
8. احسب الإجمالي - والمتوسط
9. احسب النسبة المئوية للنسيج الدهني